# رينات بيلياليتدينوف
رينات بيلياليتدينوف (بالروسية: Ринат Саярович Билялетдинов)‏ (17 أغسطس 1957 بموسكو في روسيا - ) هو مدرب رياضي ومدرب كرة قدم ولاعب كرة قدم روسي (وحمل سابقاً جنسية الاتحاد السوفيتي) في مركز الوسط. لعب مع شينيك ياروسلافل ولوكوموتيف موسكو ونادي سيسكا موسكو وسبارتك كوستروما ‏ وSK Uničov ‏ وFC Znamya Truda Orekhovo-Zuyevo ‏.

## وصلات خارجية
- رينات بيلياليتدينوف على موقع قاعدة بيانات كرة القدم.إي يو (الإنجليزية)